# Massimo Ferrero
Pour les articles homonymes, voir Ferrero (homonymie).
Massimo Ferrero (né le 5 août 1951 à Rome en Italie) est un entrepreneur, producteur de cinéma, ainsi qu'un dirigeant sportif italien. 
Il est de 2014 à décembre 2021 le président du club de football génois de la Sampdoria.

## Biographie

### Formation et carrière
Massimo Ferrero est né à Rome, dans le quartier populaire de Testaccio. Son père était controleur de bus du service public, tandis que sa mère tenait un stand sur le marché piazza Vittorio à l'Esquilino.
À l'âge de 18 ans, il commence sa carrière dans le spectacle, pour ensuite essayer divers métiers, puis finalement devenir directeur de production pour le cinéma (de 1974 à 1983), comme pour le film Histoire d'aimer, entre autres.
En 1983, Massimo Ferrero devient producteur exécutif (rôle qu'il occupe entre 1983 et 1996).
Il est surnommé « Er Viperetta ». Ce surnom, non péjoratif, lui aurait été donné par Monica Vitti, après avoir défendu l'actrice d'une agression malgré son petit gabarit. Toutefois, Ferrero aurait démenti cette version.
En 1998, il produit un film indépendant, Testimoni d'amore, qui ne trouve pas le succès espéré.
Avec sa femme Laura Sini (héritière de l'entreprise laitière I Buonatavola Sini, produisant et exportant ses produits aux États-Unis,), il a cinq fils.
Il achète 60 salles de cinéma, dont 11 au groupe Safin pour 59 millions d'euros, à la suite de la faillite de Vittorio Cecchi Gori. À travers le Ferrero Cinemas Group, il gère environ une trentaine de cinémas dans le centre de Rome, parmi lesquels l'historique Cinema Adriano.
En 2006, il achète les droits du film Bye Bye Berlusconi! de Jan Henrik Stahlberg, présenté à la Berlinale de 2006 (le film ne sera finalement jamais distribué,,). Depuis 2009, il est également distributeur cinématographique,.
En 2009, à travers sa FG Holding, il rachète la compagnie aérienne de vols charters Livingston Energy Flight, qui travaillait pour des voyagistes comme I Viaggi del Ventaglio,. En 2010, l'ENAC suspend la licence de vol à Livingston Energy Flight, avant que le tribunal de Busto Arsizio ne déclare l'insolvabilité de la compagnie aérienne en activant la procédure d'administration extraordinaire (dans le droit italien),. Le 12 juin 2014, Ferrero est condamné à un an et dix mois de prison pour cessation de paiements.
Le 12 février 2015, il est invité durant la troisième soirée du Festival de Sanremo, présenté par Carlo Conti.

### Président de la Sampdoria
« J'ai le cœur « blucerchiato » et la tête « giallorossa ». »

— Réponse de Massimo Ferrero à la question de Valerio Staffelli quant à savoir s'il préférait la Roma ou la Sampdoria

Bien qu'étant tifoso de l'AS Roma (il aurait d'ailleurs cherché par le passé à acheter le club,,, ainsi que la Salernitana), le 12 juin 2014, Ferrero reprend gratuitement à Edoardo Garrone le club de football ligure de la Sampdoria,, prenant tout de même à son compte les 15 millions d'euros environ de dettes du club.
En octobre 2014, il crée la polémique avec une phrase controversée à l'encontre du nouveau président indonésien de l'Inter, Erick Thohir, invitant l'ex-président Massimo Moratti à chasser « ce philippin ». Malgré des excuses officielles, il est finalement suspendu de ses fonctions pour trois mois le 15 décembre par le Tribunale Federale Nazionale. Le 16 janvier 2015, la Cour d'Appel Fédérale raccourcie finalement sa peine. À la suite de soupçons de fraude, il démissionne le 6 décembre 2021.

## Filmographie
Voici la liste des films ayant été produits par Ferrero :

### Directeur de production
- Histoire d'aimer, réalisé par Marcello Fondato (1974)
- L'anatra all'arancia, réalisé par Luciano Salce (1976)
- Così come sei, réalisé par Alberto Lattuada (1977)
- Corleone, réalisé par Pasquale Squitieri (1978)
- Mani di velluto, réalisé par Castellano e Pipolo (1979)
- Marco Polo, réalisé par Giuliano Montaldo (1980)
- La Tragédie d'un homme ridicule, réalisé par Bernardo Bertolucci (1981)
- La Clef, réalisé par Tinto Brass (1983 au cinéma)
- Bertoldo, Bertoldino e Cacasenno, réalisé par Mario Monicelli (1983)

### Producteur exécutif
- Il diavolo sulle colline, réalisé par Vittorio Cottafavi (1984)
- Il futuro è donna, réalisé par Marco Ferreri (1984)
- Miranda, réalisé par Tinto Brass (1985)
- La Storia, réalisé par Luigi Comencini (1985)
- Capriccio, réalisé par Tinto Brass (1986)
- Les Barbarians, réalisé par Ruggero Deodato (1987)
- Arrivederci e grazie, réalisé par Giorgio Capitani (1987)
- Snack Bar Budapest, réalisé par Tinto Brass (1988)
- Francesco, réalisé par Liliana Cavani (1988)
- Mery pour toujours (Mery per sempre), réalisé par Marco Risi (1988)
- Ragazzi fuori, réalisé par Marco Risi (1990)
- Felipe ha gli occhi azzurri, réalisé par Gianfranco Albano et Felice Farina (1991)
- Ostinato destino, réalisé par Gianfranco Albano (1992)
- Mille bolle blu, réalisé par Leone Pompucci (1993)
- Il branco, réalisé par Marco Risi (1994)
- Camerieri, réalisé par Leone Pompucci (1995)
- Fermo posta Tinto Brass, réalisé par Tinto Brass (1995)
- Cuba Libre - Velocipedi ai tropici, réalisé par David Riondino (1996)
- Cuori al verde, réalisé par Giuseppe Piccioni (1996)
- Bambola, réalisé par Juan José Bigas Luna (1996)
- Le faremo tanto male, réalisé par Pino Quartullo (1998)

### Producteur
- Testimoni d'amore, réalisé par Giacomo Campiotti (1998)
- La vespa e la regina, réalisé par Antonello De Leo (1999)
- Libero Burro, réalisé par Sergio Castellitto (1999)
- Tra(sgre)dire, réalisé par Tinto Brass (2000)
- Commedia sexy, réalisé par Claudio Bigagli (2001)
- Intrigo a Cuba, réalisé par Riccardo Leoni (2004)
- Tutte le donne della mia vita, réalisé par Simona Izzo (2007)
- Il generale dei briganti, réalisé par Paolo Poeti (2011)
- Un vrai crime d'amour (Delitto d'amore), réalisé par Rossella Izzo (2014)

### Acteur
- Ultrà, réalisé par Ricky Tognazzi (1991) (caméo - non crédité)
- Camerieri, réalisé par Leone Pompucci (1995) (Sem, le vendeur de lévriers)
- Tutte le donne della mia vita, réalisé par Simona Izzo (2007) (Mimmo le vendeur d'oranges, père de Diletta)